# FC 알가 비슈케크

알가 비슈케크는 비슈케크를 연고로 하는 키르기스스탄의 축구단이다. 현재 키르기스스탄 프리미어리그에 참가하고 있다.

## 우승
- 키르기스스탄 프리미어리그: 1992, 1993, 2000, 2001, 2002
- 키르기스스탄컵: 1992, 1993, 1997, 1998, 1999, 2000, 2001, 2002, 2003

## 선수 명단

### 현역
참고: FIFA 자격 규정에 따라 소속된 국가대표팀 국기를 표시합니다. 선수는 복수의 FIFA 비회원국 국적을 가지고 있을 수 있습니다.
| 번호 | 포지션 | 국적         | 이름                |
| ---- | ------ | ------------ | ------------------- |
| 1    | GK     | 우즈베키스탄 | 샤흐조드벡 수유노프 |
| 3    | DF     | 우크라이나   | 드미트로 시도렌코   |

| 번호 | 포지션 | 국적       | 이름                  |
| ---- | ------ | ---------- | --------------------- |
| 70   | FW     | 우크라이나 | 블라디슬라프 프릴료파 |

### 역대
틀:FC 알가 비슈케크 선수 명단